# لوي دامبير
لوي دامبير (بالإنجليزية: Louie Dampier) مواليد 20 نوفمبر 1944 في إنديانابوليس، هو مدرب كرة سلة أمريكي ولاعب سابق. بدأ مسيرته الاحترافية في سنة 1967. تم اختياره من قبل فريق سكرامنتو كينغز خلال الدرافت. يحمل الرقم 10. يبلغ طوله 6 قدم 0 بوصة (1.8 م). اعتزل اللعب في 1979. أحرز خلال مسيرته في الإن بي إيه 15279 نقطة بمعدل 17.1 نقطة في المباراة الواحدة. دخل قاعة نايسميث التذكارية لمشاهير كرة السلة.

## روابط خارجية
- لوي دامبير على موقع إن بي أي (الإنجليزية)
- لوي دامبير على موقع سبورتس رفرنس (الإنجليزية)
- لوي دامبير على موقع كلية كرة السلة في سبورتس رفرنس.كوم (الإنجليزية)
- لوي دامبير على موقع ريلجم (الإنجليزية)
- لوي دامبير على موقع بروبوليرز (الإنجليزية)
- لوي دامبير على موقع سبورتس رفرنس (الإنجليزية)